# Xã Wedington, Quận Washington, Arkansas
Xã Wedington (tiếng Anh: Wedington Township) là một xã thuộc quận Washington, tiểu bang Arkansas, Hoa Kỳ. Năm 2010, dân số của xã này là 471 người.